# 天秤座2
天秤座2，又名BD-11 3729，HD 126035、SAO 158528、HR 5383，是天秤座的一颗恒星，视星等为6.21，位于銀經335.82，銀緯45.2，其B1900.0坐标为赤經14h 18m 2.6s，赤緯-11° 45.2′ 26″。